# Roshnik
Roshnik es un antiguo municipio albanés del condado de Berat. Se encuentra situado en el centro-sur del país y desde 2015 está constituido como una unidad administrativa del municipio de Berat. A finales de 2011, el territorio de la actual unidad administrativa tenía 2513 habitantes.
La unidad administrativa incluye los pueblos de Bogdan i Poshtëm, Bogdan i Sipërm, Dardhë, Karkanjoz, Kostren i Madh, Kostren i Vogël, Mimias, Perisnak, Qafë Dardhë, Rabjak, Roshnik i Vogël, Roshnik Qendër y Vojnik.
Se ubica al este de la capital municipal Berat.